# Marissa (piosenkarka)
Marissa, właśc. Maria Dzięcielak (ur. 14 kwietnia 2005) – polska piosenkarka popowa, kompozytorka i autorka tekstów. Rozpoznawalność zyskała po nagraniu minialbumu Stranger, wchodzącego w skład ścieżki dźwiękowej filmu 365 dni: Ten dzień,  a także drugiego Just Breathe, przeznaczonego na potrzeby trzeciej części z serii: Kolejne 365 dni.

## Życiorys

### Rodzina i młodość
Marissa urodziła się w 2005 roku; matka artystki, Monika Dzięcielak, jest właścicielką firmy Comdesigne zajmującą się architekturą.

### Kariera muzyczna
Kariera Marissy rozpoczęła się od nagrywania coverów na swoje media społecznościowe. Wówczas dołączyła do Island Records Poland, będącej młodzieżową częścią wytwórni Universal Music. Pierwsze autorskie single wydała w 2021 roku.
W 2022 wydała trzy minialbumy, dwa z nich poprzez wytwórnię Ekipy, które były fragmentem ścieżek dźwiękowych kolejnych dwóch części polskiego filmu erotycznego 365 dni: 365 dni: Ten dzień oraz Kolejne 365 dni. Wszystkie utwory, wraz ze wzrostem popularności filmów, stawały się przebojami w serwisach streamingowych, osiągając tam m.in. 1. pozycje na terenie Niemczech, Norwegii, Rumunii (Shazam), Luksemburgu, czy Słowacji (iTunes).
W tym też roku zaczęła pisać piosenki dla innych artystów m.in. Dody, Sary James, Oskara Cymsa czy Krystiana Ochmana. Dostała się również do programu Spotify Radar, jako przedstawicielka polskiej sceny muzycznej. Rok 2022 zakończyła wśród Top 5 polskich wokalistek w serwisie Spotify.
Na początku 2023 piosenkarka wydała dwa single ze swojego pierwszego albumu studyjnego Fatamorgany pt. „Zapomnieli” oraz „Telepatia” wraz z ich teledyskami. Nagrała lub/oraz miała udział w powstaniu utworów do filmu Heaven in Hell. Wśród aktywności autorskiej w tym roku stworzyła muzykę i tekst m.in. do singla Wersow pt. „Ten jeden moment”. Od 2023 znajduje się w zespole producenckim Hotel Torino.

## Dyskografia

### Albumy studyjne
| Rok  | Dane dot. albumu                                                                                                   |
| ---- | --- |
| 2023 | Fatamorgana - Wydany: 2 czerwca 2023 - Wytwórnia: Universal Music Polska - Format: CD, digital download, streaming |

### Minialbumy
| Rok  | Dane dot. albumu |
| ---- | --- |
| 2022 | Stranger - Wydany: 26 kwietnia 2022 - Wytwórnia: Ekipa - Format: digital download, streaming                              |
| 2022 | Tonę - Wydany: 23 czerwca 2022 - Wytwórnia: Island Records (Universal Music Polska) - Format: digital download, streaming |
| 2022 | Just Breathe - Wydany: 18 sierpnia 2022 - Wytwórnia: Ekipa - Format: digital download, streaming                          |

### Single
| Rok                                                       | Tytuł                                     | Najwyższe pozycje na listach | Najwyższe pozycje na listach | Najwyższe pozycje na listach | Najwyższe pozycje na listach | Najwyższe pozycje na listach | Certyfikat | Sprzedaż | Album        |
| Rok                                                       | Tytuł                                     | POL                          | POL                          | POL                          | POL                          | SLiP                         | Certyfikat | Sprzedaż | Album        |
| Rok                                                       | Tytuł                                     | Apple Music                  | iTunes                       | Shazam                       | Spotify                      | SLiP                         | Certyfikat | Sprzedaż | Album        |
| --------------------------------------------------------- | ----------------------------------------- | ---------------------------- | ---------------------------- | ---------------------------- | ---------------------------- | ---------------------------- | ---------- | -------- | ------------ |
| 2021                                                      | „Offline”                                 | –                            | –                            | –                            | –                            | –                            |            |          | —            |
| 2021                                                      | „Nieodebrane”                             | –                            | 71                           | 145                          | –                            | –                            |            |          | Tonę         |
| 2022                                                      | „Ucieknijmy”                              | –                            | –                            | –                            | –                            | –                            |            |          | Tonę         |
| 2022                                                      | „Znajoma”                                 | –                            | –                            | –                            | –                            | –                            |            |          | Tonę         |
| 2022                                                      | „Wczoraj”                                 | –                            | –                            | –                            | –                            | –                            |            |          | —            |
| 2022                                                      | „Stranger” (oraz Keanu Silva i Jhn McFly) | –                            | 28                           | 19                           | 182                          | 30                           |            |          | Just Breathe |
| 2022                                                      | „Telephone” (oraz Jhn McFly)              | –                            | –                            | –                            | –                            | –                            |            |          | —            |
| 2022                                                      | „Zniszczyłeś mi święta”                   | –                            | –                            | –                            | –                            | –                            |            |          | —            |
| 2022                                                      | „Ciche dni”                               | –                            | 23                           | –                            | –                            | –                            |            |          | —            |
| 2023                                                      | „Zapomnieli”                              | –                            | –                            | –                            | –                            | –                            |            |          | Fatamorgana  |
| 2023                                                      | „Telepatia”                               | –                            | –                            | –                            | –                            | –                            |            |          | Fatamorgana  |
| „–” oznacza, że singiel nie był notowany na danej liście. |                                           |                              |                              |                              |                              |                              |            |          |              |

### Utwory dla innych artystów
| Rok  | Wykonawca             | Album                              | Utwór                                                                                       | Uwagi          | Źródło |
| ---- | --------------------- | ---------------------------------- | ------------------------------------------------------------------------------------------- | -------------- | ------ |
| 2021 | Anastazja Maciąg      | —                                  | - „Temat o Tobie”                                                                           | słowa i muzyka | [ 31 ] |
| 2021 | Anastazja Maciąg      | —                                  | - „Level Up”                                                                                | słowa i muzyka | [ 31 ] |
| 2022 | Sara James            | —                                  | - „Nie jest za późno”                                                                       | muzyka         | [ 31 ] |
| 2022 | Sara James            | —                                  | - „My Wave”                                                                                 | słowa i muzyka | [ 31 ] |
| 2022 | Doda                  | Aquaria                            | - „Melodia ta” - „My Melody”                                                                | słowa          | [ 31 ] |
| 2022 | EMO                   | Someday                            | - „Someday”                                                                                 | chórki         | [ 31 ] |
| 2022 | Oskar Cyms            | —                                  | - „Daj mi znać”                                                                             | słowa          | [ 31 ] |
| 2022 | EMO                   | Someday                            | - „Additions”                                                                               | muzyka         | [ 31 ] |
| 2022 | Józefina              | —                                  | - „Kill This Love”                                                                          | słowa          | [ 31 ] |
| 2022 | Doda                  | Aquaria                            | - „Wodospady” - „Zatańczę z aniołami” - „Pewnie już wiesz” - „Bez ciebie chcę żyć wiecznie” | słowa i muzyka | [ 31 ] |
| 2022 | Marien                | —                                  | - „Trouble Maker”                                                                           | słowa i muzyka | [ 31 ] |
| 2022 | Dominik Dudek         | — (The Voice of Poland)            | - „Wydaje się”                                                                              | słowa i muzyka | [ 31 ] |
| 2022 | 2115, gościnnie: Doda | Rodzinny biznes                    | - „Diamenty”                                                                                | słowa i muzyka | [ 31 ] |
| 2022 | Oskar Cyms            | —                                  | - „Nic więcej”                                                                              | muzyka         | [ 31 ] |
| 2023 | EMO                   | Heaven in Hell (ścieżka dźwiękowa) | - „Drowning” (gośc. Melodia) - „First Touch”                                                | słowa          | [ 31 ] |
| 2023 | Anto9, Barvinsky      | —                                  | - „Zacznę od jutra”                                                                         | muzyka         | [ 31 ] |
| 2023 | Wersow                | —                                  | - „Ten jeden moment” - ,,Konwalie"                                                          | słowa i muzyka | [ 31 ] |